# Maymuna bint al-Harith

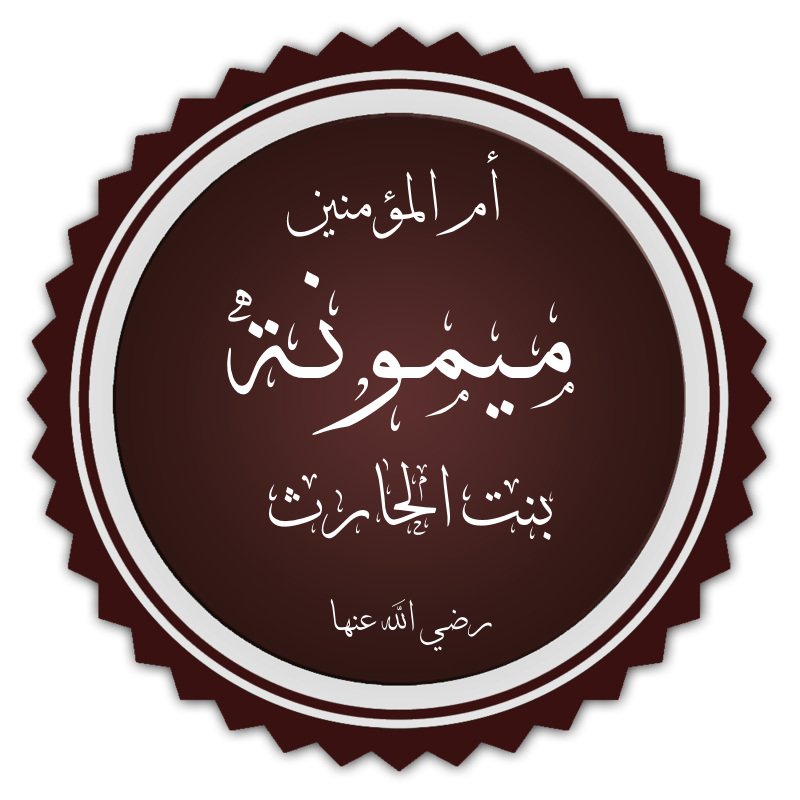
Maymuna's naam in het Arabisch.

Maymuna bint al-Harith (Arabisch: مَيْمُونَة ٱبْنَت ٱلْحَارِث ٱلْهِلَالِيَّة) was de elfde vrouw van Mohammed. Zoals alle andere vrouwen die waren getrouwd met Mohammed stond Maymuna bekend als moeder der gelovigen (naar Soera 33:6).

## Familie
Haar vader was Al-Harith ibn Hazn en haar moeder was Hind bint 'Awf. Ze had als volle zus Umm al-Fadl. Daarnaast had ze als halfzussen met dezelfde vader al-'Asma’ bint al-Harith, Huzaylah bint al-Harith en 'Azzah bint al-Harith en als halfzussen en -broers met dezelfde moeder Mahmiyah bint Jaz’ al-Zubaydl en 'Awn, Asma’ en Salma, de kinderen van 'Umays bint Ma'd.

## Huwelijk met Mohammed
Maymuna was eerst getrouwd met Mas‘ud ibn ‘Amr ath-Thaqafi totdat hij van haar scheidde. Daarna trouwde ze met Abu Ruhm ibn ‘Abdu’l-‘Uzza. Dit huwelijk eindigde toen hij stierf.
In 629, het jaar van de volbrachte oemra, trouwde ze met Mohammed in Sarif, nabij Mekka.

## Dood
Volgens at-Tabari stierf Maymuna als laatste van Mohammeds vrouwen in 680 of 681 tijdens het kalifaat van Yazid I op de leeftijd van 80 of 81. Haar sterfdatum is omstreden, zo stelt Tabari in hetzelfde boek dat Oemm Salama pas na Maymuna stierf.